# Dipartimento di Ouadi Rimé
Il dipartimento di Ouadi Rimé è un dipartimento del Ciad facente parte della provincia di Batha. Ha come capoluogo la città di Djedaa.

## Comuni
Il dipartimento comprende i seguenti comuni:
- Djedaa
- Hidjelidjé